# 黄山猪尾鼠
黄山猪尾鼠（学名：Typhlomys huangshanensis），一种于中国安徽黄山地区发现的小型哺乳动物，隶属于刺山鼠科（刺睡鼠科）猪尾鼠属。

## 形态特征
黄山猪尾鼠体型较小，模式标本头体长86.54毫米，尾长98.30毫米。眼小耳圆。身体背部呈灰褐色，腹部为乳白色。